# Гребля Хіросава
32°00′25″ пн. ш. 131°11′12″ сх. д. / 32.006944444444° пн. ш. 131.18666666667° сх. д.
Гребля Хіросава (яп. 広沢ダム) — гравітаційна гребля, розташована в префектурі Міядзакі в Японії. Гребля використовується для зрошення. Її площа водозбору становить 43 квадратних кілометри. Вона займає площу розміром в приблизно 35 гектарів та може зберігати 5,1 мільйона кубічних метрів води. Її будівництво було розпочато в 1974 році і завершено у 2000 році 
- Список дамб в Японії